# Mauzac Rose

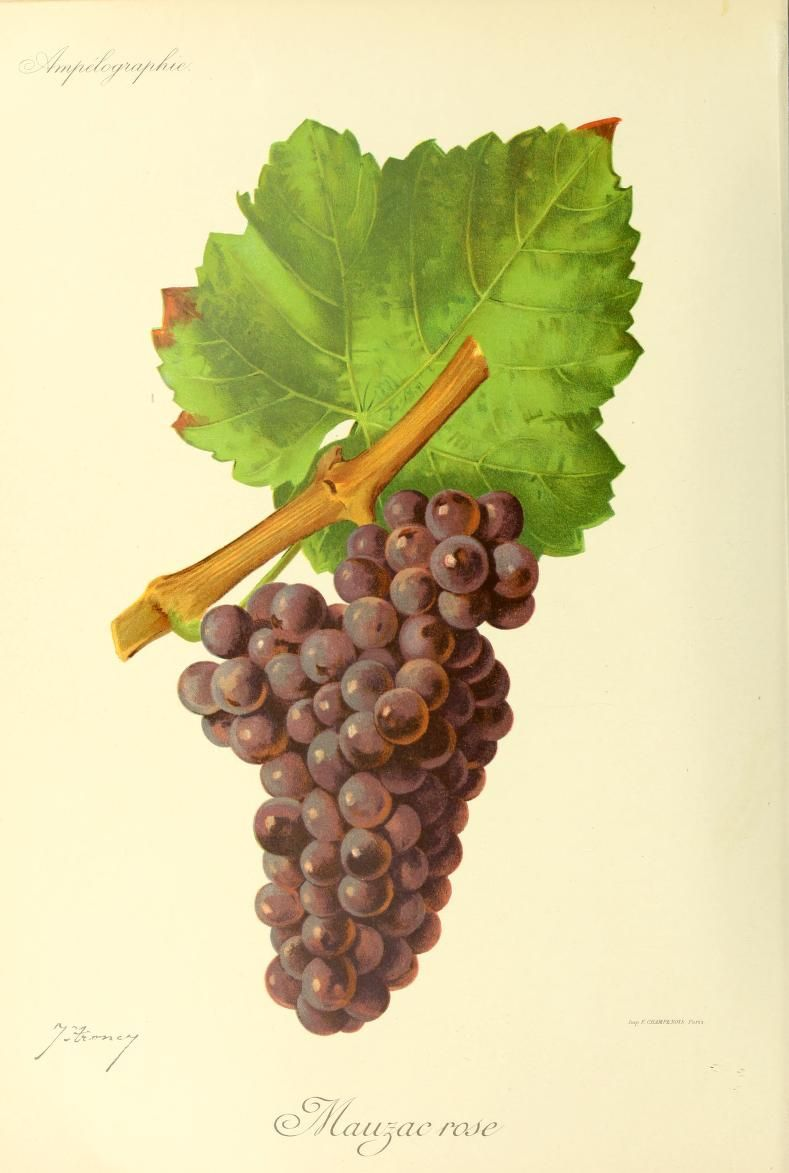
Mauzac Rose im Buch von Viala & Vermorel

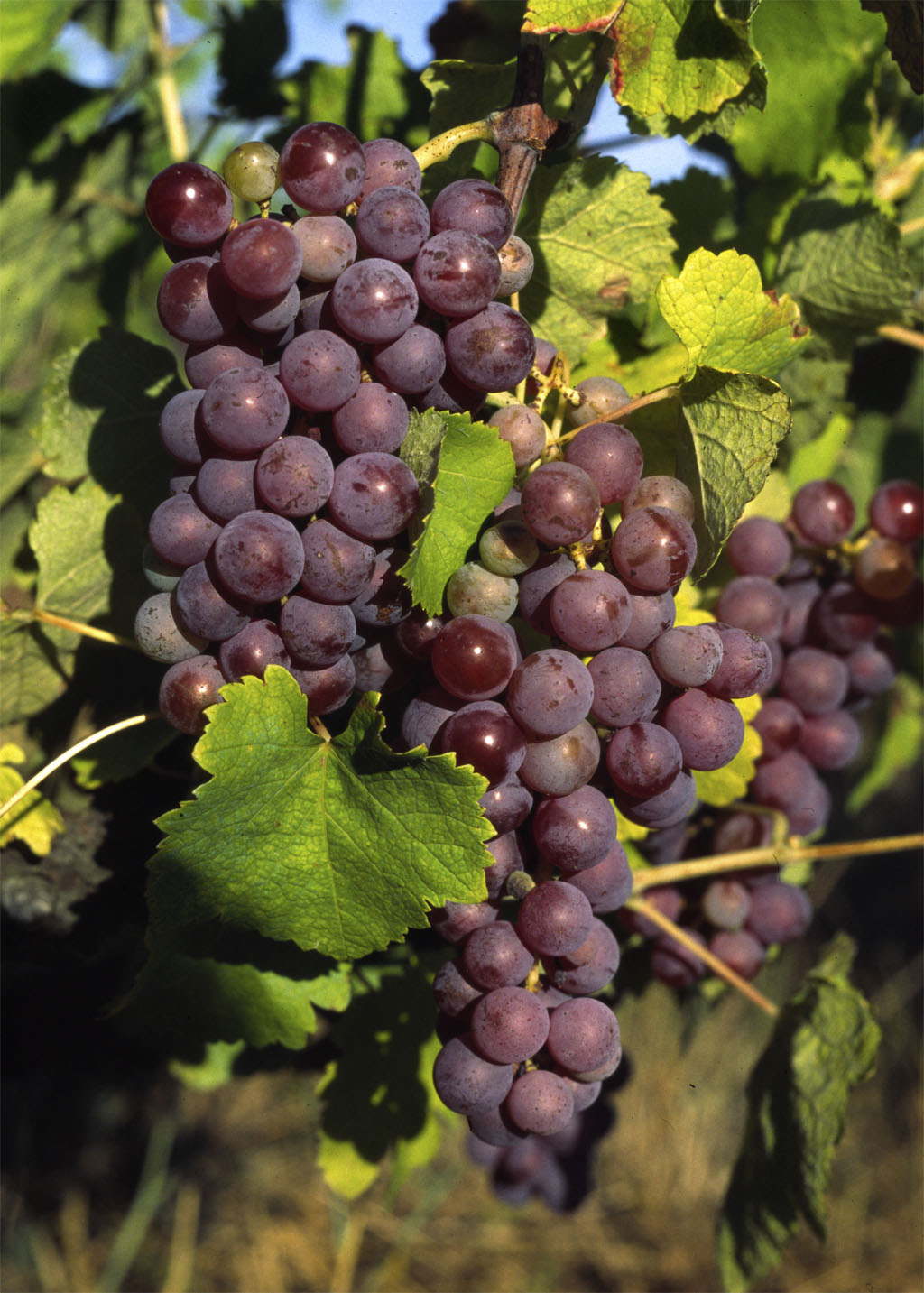
Traube des Mauzac Rose

Der Mauzac Rose ist eine Weißweinsorte, die ausschließlich in Südfrankreich und in der Charente angebaut wird. Obwohl die Haut der Beeren rötlich bis rot gefärbt ist, wird sie den weißen Sorten zugeordnet.
Eine untergeordnete Rolle spielt die Rebsorte bei der Herstellung des Armagnac sowie bei der Herstellung von Brennwein.
Während die Sorte Mauzac Rose als Mutation des Mauzac gilt, scheint die Sorte Mauzac Noir nicht verwandt zu sein.

## Ampelographische Sortenmerkmale
In der Ampelographie wird der Habitus folgendermaßen beschrieben:
- Die Triebspitze ist stark weißwollig behaart, mit karminrotem Anflug. Die Jungblätter sind leicht behaart und von gelblicher Farbe.
- Die kleinen und dicken Blätter sind meist ganz oder dreilappig und dann kaum gebuchtet. Die Stielbucht ist geschlossen, wobei sich die Enden überlappen. Das Blatt ist stumpf gezähnt. Die Zähne sind im Vergleich der Rebsorten sehr weit gesetzt. Die Blattoberfläche (auch Spreite genannt) ist blasig derb.
- Die konusförmige Traube ist mittelgroß, häufig geschultert und dichtbeerig. Die rundlichen Beeren sind mittelgroß und von hellroter Farbe.

Die Rebsorte Mauzac Rose treibt spät aus und reift ca. 20 Tage nach dem Gutedel: Sie zählt daher zu den mittelspätreifenden Sorten. Sie wird häufig von der Grauschimmelfäule befallen. Gegen den Echten Mehltau und den Falschen Mehltau ist sie recht resistent.

## Synonyme
Die Sorte Mauzac Rose ist auch unter den Namen Mauza Rose und Mozak rozovyi bekannt.